# Чудо реліквії Хреста на мосту Ріальто
«Чу́до релі́квії Хреста́ на мосту́ Ріа́льто», або «Зці́лення одержи́мого на мосту́ Ріа́льто» (італ. Miracolo della Croce a Rialto) — картина італійського живописця Вітторе Карпаччо (бл. 1465—1525/26), представника доби Раннього Відродження. Створена у 1494 році.
З 1820 року зберігається в колекції Галереї Академії у Венеції.

## Історія
Ця композицію входила до серії картин, яка призначалась для зали Альберго (або зали Хреста) релігійного братства (скуоли) святого Івана Хрестителя (Скуола-Гранде-ді-Сан-Джованні-Еванджеліста), в якій з 1369 року зберігався фрагмент чудотворного Святого хреста. Жодна інша венеціанська скуола не володіла настільки значимою реліквією. На цей сюжет було створено десять полотен (із них збереглось лише вісім).

## Опис

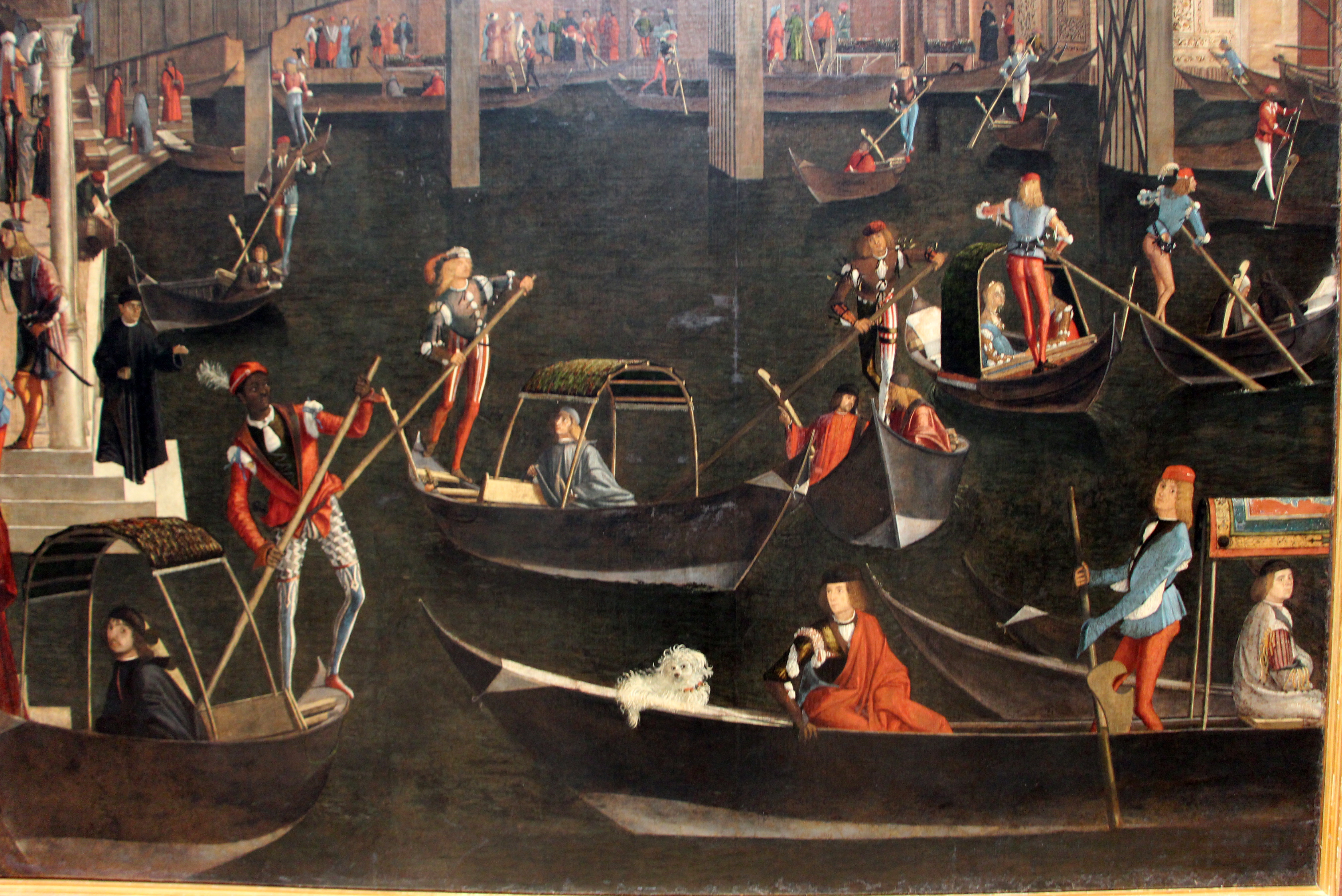
Деталь.

На картині зображена сцена, що розповідає про чудеса, які здійснила незвична реліквія. Вона присвячена зціленню одержимого, яке відбулося за участю патріарха Франческо Кверіні в 1494 році. Карпаччо показує три епізоди історії про чудо святого Хреста — процесію братів скуоли по мосту Ріальто, вхід патріарха та момент зцілення одержимого на другому поверсі лоджії палацу. Головною дійовою особою картини є панорама міста Венеції, Великий канал, міст Ріальто, зображений у своєму початковому вигляді таким, яким він був у 1458 році — дерев'яний, із рознімною центральною частиною для можливості проходу великих суден. Сучасний міст був збудований із істрійського каменю у 1524 році вже після обвалу першого.
Місто показане дуже достовірно, що навіть упізнати деякі споруди, наприклад Фондако-дей-Тедескі (Німецьке подвір'я) праворуч, яке було зруйноване у 1505 році пожежею. Фасади з обох боків написані Карпаччо з різних ракурсів, що спричиняє асиметрію, яка ретельно врівноважена гладдю каналу, який розширяються праворуч і одночасно сходиться ліворуч у точку на фоні. Життя у місті кипить: жінки вибивають килими, висунувшись із вікон будинків, на дальньому плані йде активна торгівля, гондольєри везуть своїх пасажирів у своїх справах, майже на рівні димарів розвішана для сушки білизна на дахах. Серед персонажів представники різних рас, народів, професій та прошарків суспільства. У правому нижньому куті — ціла група учасників компанії делла Кальца, театрального товариства, яке відповідало за проведення карнавалу в місті та інших заходів.
Завдяки цій картині Карпаччо відомо, як виглядала Венеція на рубежі XV—XVI століття, та як проходило життя її жителів.